# Hervé Guibert
Hervé Guibert (Saint-Cloud, 14 de diciembre de 1955-Clamart, 27 de diciembre de 1991) fue un escritor, periodista, fotógrafo y cineasta francés.

## Biografía
Guibert nació en Saint-Cloud, Hauts-de-Seine, en el seno de una familia de clase media, y pasó sus primeros años en París, mudándose luego a La Rochelle, donde vive de 1970 a 1973. 
Después de trabajar como cineasta y actor, se dedicó a la fotografía y al periodismo. En 1978, solicitó ingresar a trabajar para el prestigioso periódico vespertino francés Le Monde, lo que logró exitosamente. Ese mismo año publicó su segundo libro, Les Aventures singulières (Aventuras singulares). 
Gracias a su labor como periodista, escritor y fotógrafo, conoció a personalidades con las que entabló amistad, tales como Michel Foucault, o Isabelle Adjani.

## Trabajo literario
Los textos de Hervé Guibert se caracterizan por una búsqueda de la simplicidad. Su estilo evolucionó bajo la influencia de sus lecturas personales: Roland Barthes, Bernard-Marie Koltès o Thomas Bernhard, este último "contagiando" fuertemente el estilo de la novela de Guibert, Al amigo que no me salvó la vida.

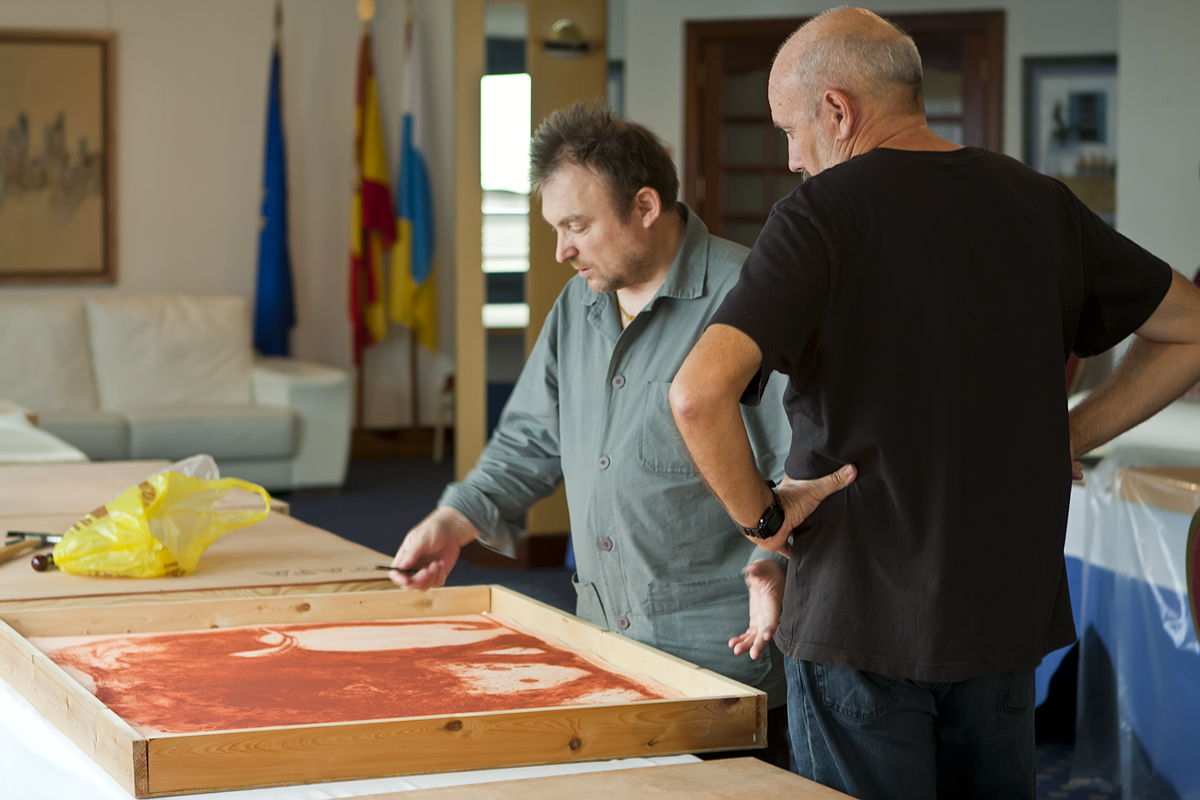
Miquel Barceló en su estudio, quien elaboró 25 cuadros para Guibert

Hervé Guibert compone novelas cortas en capítulos de sólo algunas páginas, que a menudo se basan en hechos biográficos, que disfraza de ficción. El lector queda atrapado por la intriga brutalmente expuesta, como en Mes parents (Mis padres), respaldándose Guibert en pasajes de un vocabulario sofisticado o en descripciones crudas, de amores carnales o torturas. Esta forma de escribir, en gran parte, proviene de su diario personal, el cual se publica en 2001 bajo el título Le Mausolée des amants, Journal 1976-1991 (El mausoleo de los amantes, diario 1976-1991).
Trabaja junto con Patrice Chéreau, con quien escribe el guion de L'Homme blessé (El hombre herido), el cual obtiene el premio César al mejor guion en 1984; en el proceso se hace amigo de Sophie Calle.
Como periodista, colaboró desde 1973, en diversas publicaciones, realizando diferentes críticas y reseñas, así como entrevistas con artistas de la época como Zouc o Miquel Barceló quien, a cambio, le pintó más de 25 retratos. 
Escribe sobre fotografía y crítica de cine, en la sección cultural del periódico Le Monde, hasta 1985. Aunque la relación de Guibert con la escritura fue esencialmente autobiográfica e incluso de autoficción, su estilo, además de seguir los pasos del trabajo del escritor austríaco Thomas Bernhard, se inspiró directamente en el escritor francés Jean Genet.

### Curiosidades
En un período de los años ochenta, Guibert trabajó como lector para invidentes en el instituto para jóvenes ciegos de París, lo cual le condujo a escribir su novela Des aveugles (Los ciegos).

## Importancia de la homosexualidad en su vida y obra
Guibert, como gay, construyó su vida sentimental y sus amistades alrededor de varios hombres gais, tres de los cuales ocupan un lugar destacado en su vida y en su trabajo: Thierry Jouno, director del centro sociocultural para sordos en Vincennes, con quien inicia su relación en 1976; Michel Foucault, a quien conoce en 1977, tras la publicación de su primer libro La mort propagande (La muerte propaganda); y Vincent M. en 1982, un joven adolescente de diecisiete años, quien le inspiró su novela Fou de Vincent (Loco por Vincent).
En 1978 conoció al fotógrafo alemán Hans Georg Berger. Vivieron juntos en la casa del fotógrafo en la isla de Elba.
Guibert también vivió en Roma con el escritor belga Eugène Savitzkaya, y más tarde con Mathieu Lindon, estancia que inspiró su novela L'Incognito (Lo desconocido).
En 2013 se publicó una colección de 80 cartas de amor de Hervé Guibert a Eugène Savitzkaya. Ambos nacieron en 1955, por lo que tenían 22 años cuando se conocieron en 1977.

## Obras

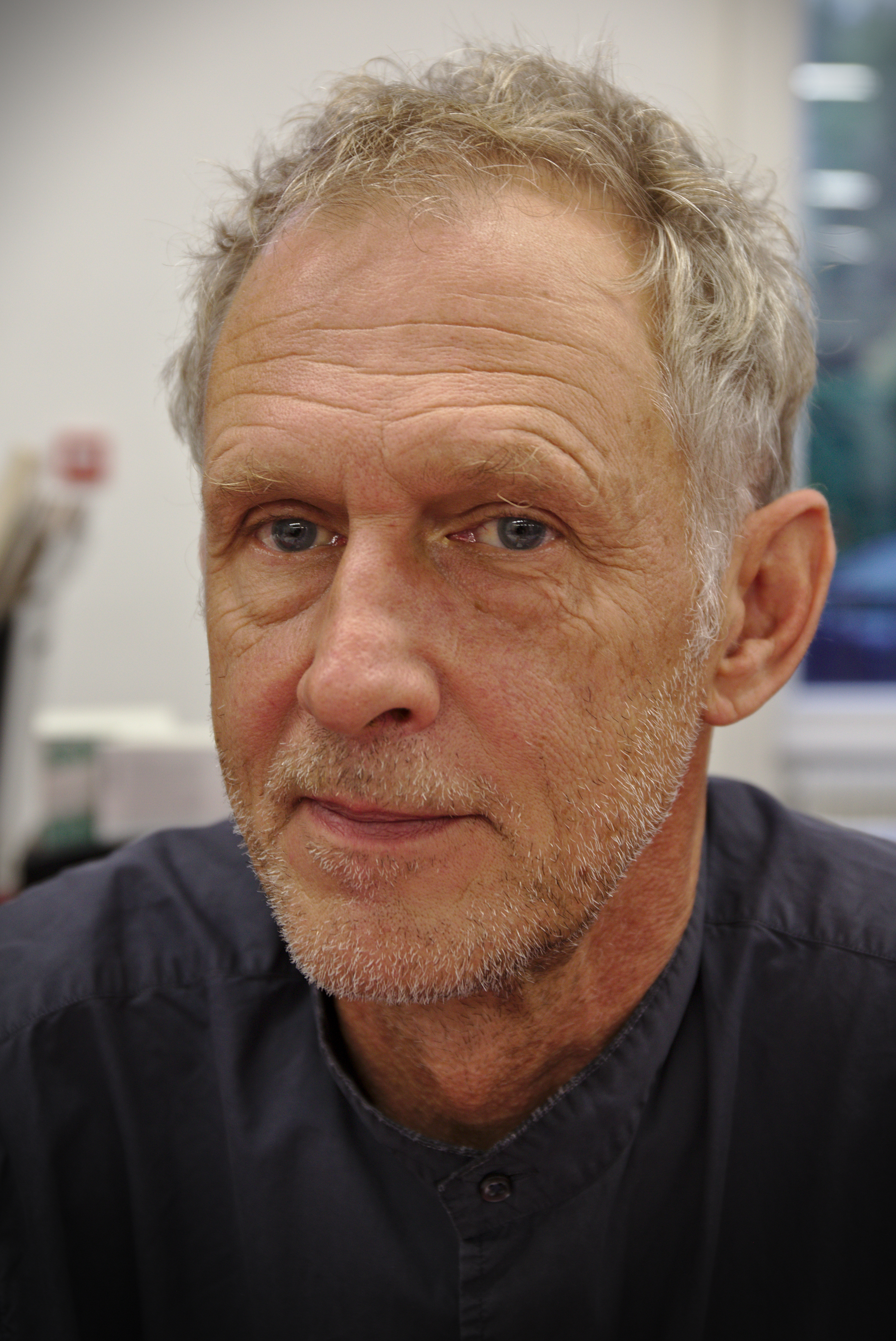
Eugène Savitzkaya en 2016, de quien Guibert estuvo enamorado.

### Novelas
- Les Chiens (Los perros), Les Éditions de Minuit, Paris, 1982, 36 p. (ISBN 2-7073-0615-0)
- Voyage avec deux enfants (Viaje con dos niños), Les Éditions de Minuit, Paris, 1982, 121 p. (ISBN 2-7073-0624-X)
- Les Lubies d'Arthur (Los caprichos de Arthur), Les Éditions de Minuit, Paris, 1983, 117 p. (ISBN 2-7073-0654-1)
- Des aveugles (Los ciegos), Éditions Gallimard, Paris, 1985, 140 p. (ISBN 2-07-070359-2) Prix Fénéon 1985.
- Mes parents (Mis padres), Éditions Gallimard, Paris, 1986, 170 p. (ISBN 2-07-070657-5)
- Vous m'avez fait former des fantômes (Me hiciste entrenar fantasmas), Éditions Gallimard, Paris, 1987, 207 p. (ISBN 2-07-071151-X)
- Les Gangsters (Los gansters), Les Éditions de Minuit, Paris, 1988, 108 p. (ISBN 2-7073-1176-6)
- Fou de Vincent (Loco por Vincent), Les Éditions de Minuit, Paris, 1989, 85 p. (ISBN 2-7073-1295-9)
- L'Incognito (Lo incognito), Éditions Gallimard, Paris, 1989, 226 p. (ISBN 2-07-070970-1)
- À l'ami qui ne m'a pas sauvé la vie (Al amigo que no me salvó la vida), Éditions Gallimard, Paris, 1990, 265 p. (ISBN 2-07-071890-5). Premio Colette en 1990.
- Le Protocole compassionnel (El protocolo compasivo), Éditions Gallimard, Paris, 1991, 226 p. (ISBN 2-07-072226-0)
- Mon valet et moi : roman cocasse (Mi ayuda de cámara y yo: novela cómica), Éditions du Seuil, Paris, 1991, 89 p. (ISBN 2-02-013302-4)
- L'Homme au chapeau rouge (El hombre del sombrero rojo), Éditions Gallimard, Paris, 1992, 153 p. (ISBN 2-07-072573-1)
- Le Paradis (El paraiso), Éditions Gallimard, Paris, 1992, 140 p. (ISBN 2-07-072875-7)

### Recopilaciones de artículos periodísticos
- La Mort propagande (La muerte propaganda), R. Deforges, Paris, 1977, 137 p. (ISBN 2-901980-57-0), Rééd. Gallimard, Paris, 2009, 128 p., (ISBN 9782070125845). Se reeditó, junto con otros textos de su juventud, en La Mort propagande : et autres textes de jeunesse (La muerte propaganda: y otros textos de juventud), R. Deforges, Paris, 1991, 338 p. (ISBN 2-905538-72-4).
- Les Aventures singulières (Aventuras singulares), Les Éditions de Minuit, Paris, 1982, 120 p. (ISBN 2-7073-0613-4)
- Mauve le Vierge (Malva la Virgen), Éditions Gallimard, Paris, 1988, 156 p. (ISBN 2-07-071359-8)
- Vice, photographies de l'auteur (Vicio, fotografías del autor), J. Bertoin, Paris, 1991, 101 p.-[16] p. de planches. (ISBN 2-87949-004-9)
- La Piqûre d'amour : et autres textes ; suivi de La Chair fraîche (El aguijón del amor: y otros textos, seguidos por la carne fresca), Éditions Gallimard, Paris, 1994, 198 p. (ISBN 2-07-073798-5)

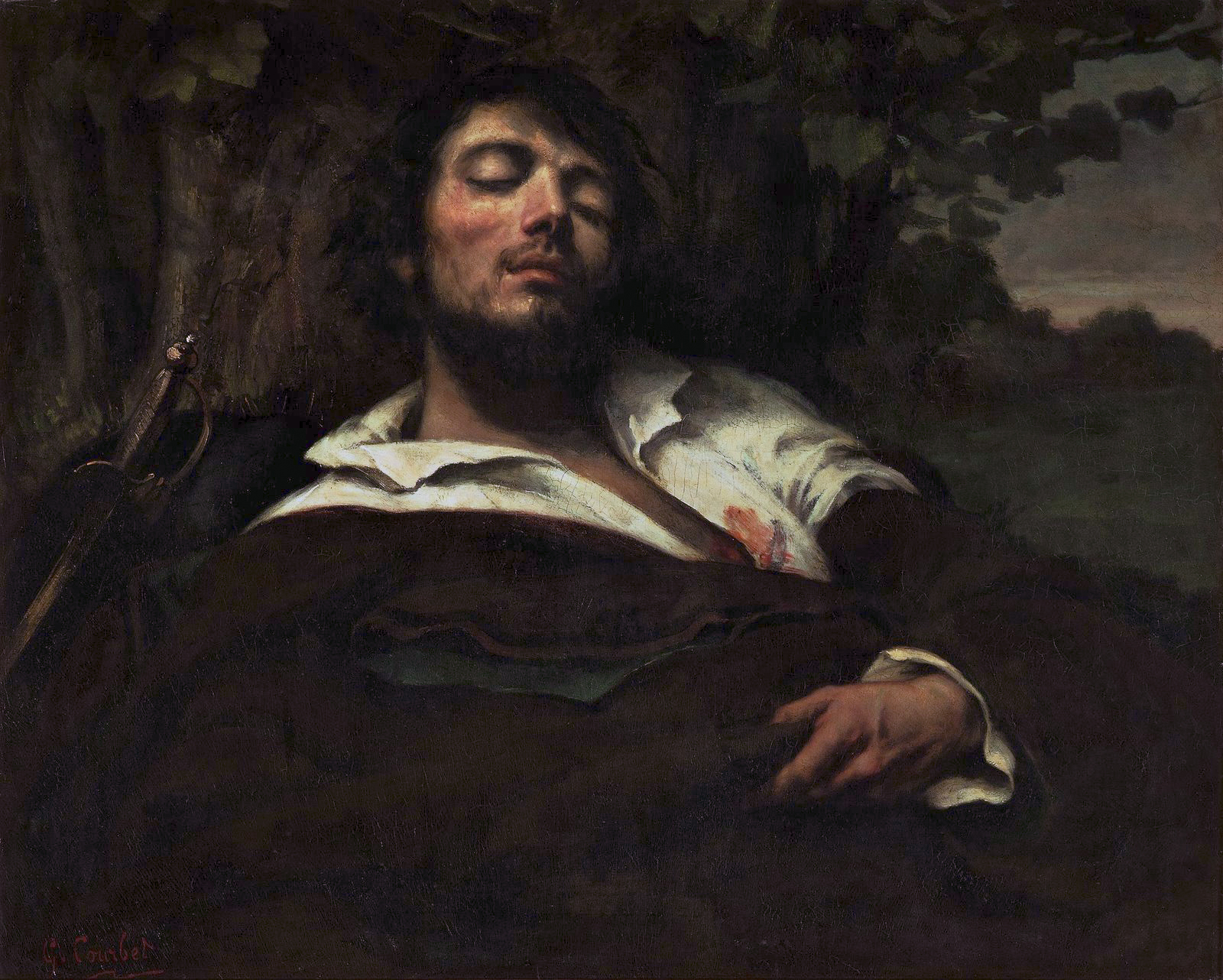
El hombre herido por Gustave Courbet (1840)

### Otras publicaciones
- Hervé Guibert et Zouc, Zouc par Zouc, Balland, 1978 ; et rééd. Gallimard, 2006
- Entretiens avec Zouc. Octubre-diciembre de 2006, Nathalie Baye a interprété sur scène à Lausanne et à Paris ces entretiens en monologue.
- Suzanne et Louise : roman-photo, Hallier, « Illustrations, » Paris, 1980, [n.p.], (ISBN 2-86297-040-9)
- L'Image fantôme, Les Éditions de Minuit, Paris, 1981, 173 p. (ISBN 2-7073-0585-5)
- L'Homme blessé : scénario et notes, Scénario du film de Patrice Chéreau, Les Éditions de Minuit, Paris, 1983, 199 p. (ISBN 2-7073-0643-6)
- Le Seul Visage, photographies, Les Éditions de Minuit, Paris, 1984, 63 p. (ISBN 2-7073-0688-6)
- L'Image de soi ou l'Injonction de son beau moment ?, William Blake & Co., Bordeaux, 1988, (ISBN 2905810270)
- Cytomégalovirus, journal d'hospitalisation, Éditions du Seuil, Paris, 1992, 92 p. (ISBN 2-02-014727-0)
- Photographies, Éditions Gallimard, Paris, 1993, 120 p. (ISBN 2-07-073290-8)
- Vole mon dragon : théâtre, Éditions Gallimard, « Le manteau d'Arlequin », Paris, 1994, 71 p. (ISBN 2-07-073945-7)
- Enquête autour d'un portrait : sur Balthus, préfacé par Éric de Chassey, Les Autodidactes, Paris, 1997, 44 p. (ISBN 2-912124-01-8)
- Lettres d'Égypte : du Caire à Assouan, 19.., photographies de Hans Georg Berger (en), Actes Sud, « Voir et dire », Arlés, 1995, 70 p. (ISBN 2-7427-0557-0)
- La Photo, inéluctablement : recueil d'articles sur la photographie, 1977-1985, Éditions Gallimard, Paris, 1999, 520 p. (ISBN 2-07-075183-X)
- Le Mausolée des amants : journal, 1976-1991, Éditions Gallimard, Paris, 2001, 435 p. (ISBN 2-07-076354-4)
- Articles intrépides 1977-1985, Gallimard, Paris, 2008, 380 p. (ISBN 978-2-07-078091-4)
- Hervé Guibert et Eugène Savitzkaya20, Lettres à Eugène, correspondance 1977-1987, Gallimard, coll. « Blanche », Paris, 2013, 140 p. (ISBN 978-2-07-014087-9)
- L’Autre Journal. Articles intrépides 1985-1986, Gallimard, Paris, 2015, 176 p. (ISBN 978-2-07-017770-7)

## Publicaciones en español

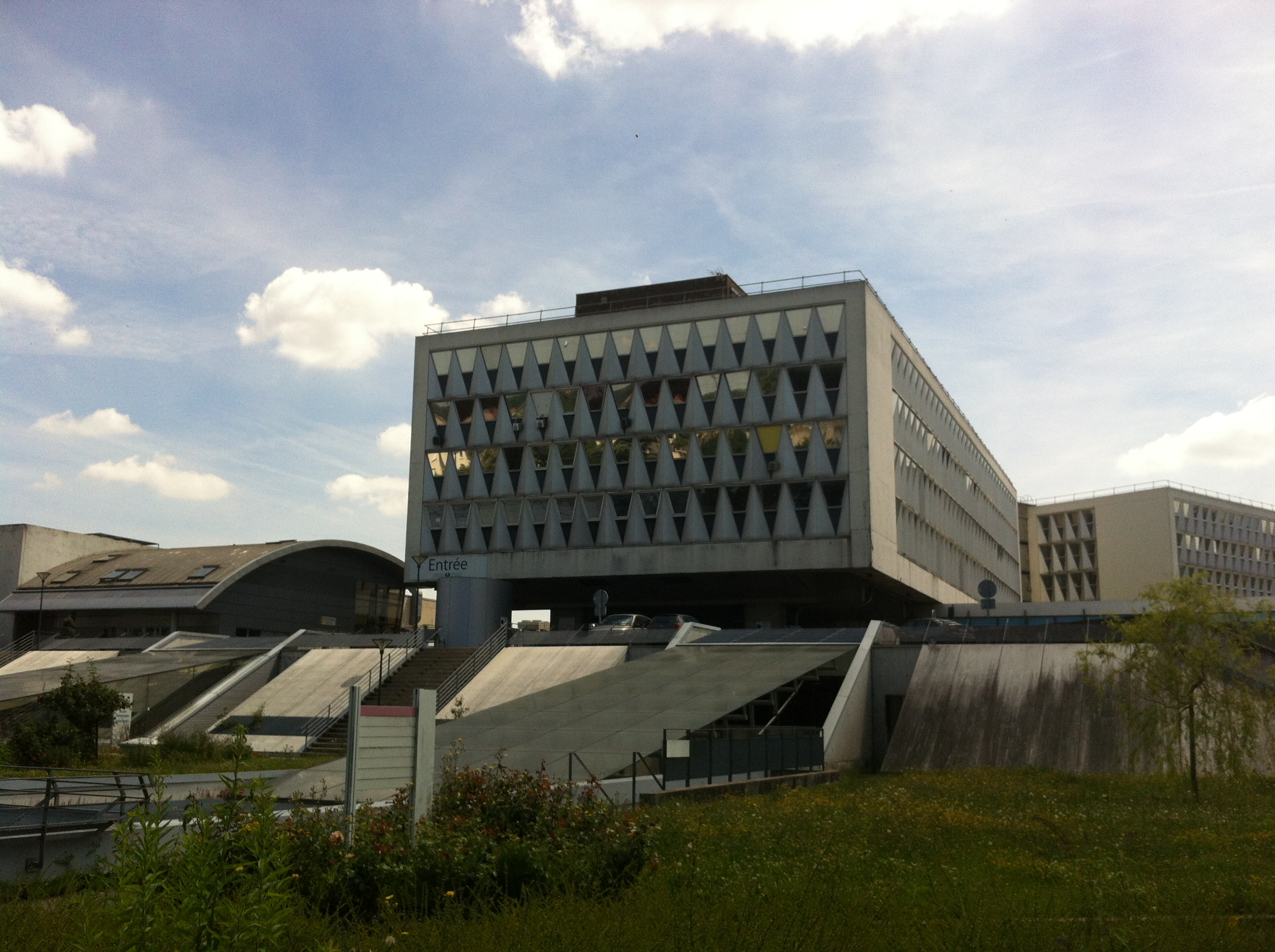
Hospital Antoine-Béclère donde fue atendido Guibert

- Al amigo que no me salvó la vida. Guibert, Hervé. Editorial Maxi-Tusquets. ISBN 978-84-8310-592-4.
- Los perros, seguido de las aventuras singulares. Guibert, Hervé. Editorial Tusquets Editores. ISBN 978-84-8310-705-8.

## Premios y reconocimientos
- Premio César al mejor guion original 1984, coescrito con Patrice Chéreau, por L'Homme blessé (El hombre herido).
- Premio Fénéon 1985 para el libro Des aubleges (Los ciegos).
- Premio Colette 1990 por el libro Al amigo que no me salvó la vida.
- Beca para estudiar en la Villa Medicis, sede de la Academia Francesa en Roma (entre 1987 y 1989).

## Salud
En enero de 1988, le diagnosticaron VIH/sida. Su amante Thierry Jouno también resultó seropositivo, y murió poco después de Hervé Guibert, el 14 de julio de 1992. La compañera del amante de Guibert, Christine, había tenido dos hijos con Jouno, por lo que, sabiendo que iba a morir, Guibert se casó con ella el año siguiente, el 15 de junio de 1989, «un matrimonio de amor y razón». La idea de Guibert era asegurar el futuro económico de la compañera de su amante y, sobre todo, de sus hijos, de modo que recibieran, luego de su muerte, todos sus ingresos por regalías como escritor, para ayudarles económicamente.  

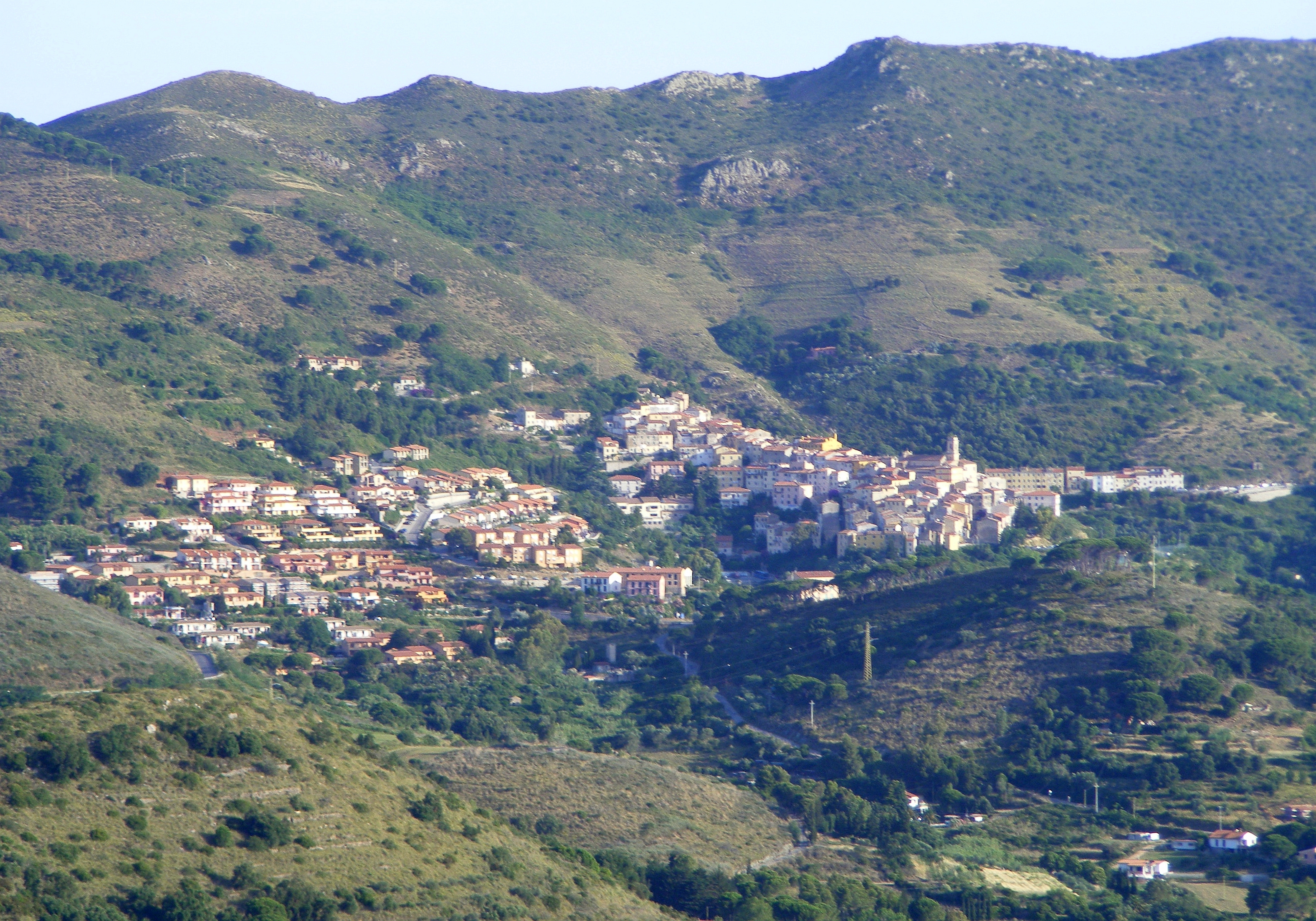
En el cementerio de Rio nell'Elba se encuentra inhumado Hervé Guibert

En 1990, reveló públicamente su estado de VIH cero positivo, en su novela autobiográfica Al amigo que no me salvó la vida, que también lo dio a conocer a un público mucho más amplio que sus lectores.
Ese mismo año fue invitado por Bernard Pivot al programa literario de televisión Apostrophes. En el programa presenta Al amigo que no me salvó la vida, la primera novela de una trilogía compuesta también por Protocolo compasivo, y El hombre del sombrero rojo. En su último libro, Citomegalovirus, describió diariamente el progreso de su enfermedad.
Llevó a cabo un feroz trabajo artístico sobre el VIH/sida, que consumió sus fuerzas, especialmente por la filmación de una película, La Pudeur o l'Impudeur (El pudor o la impudicia) que es finalizada junto al productor Pascale Breugnot, pocas semanas antes de su muerte; Esta película fue transmitida por televisión el 30 de enero de 1992.
Alcanzado el citomegalovirus, intentó suicidarse en la víspera de su 36 cumpleaños, tomando digitalina. Falleció dos semanas después, como resultado de este envenenamiento, el 27 de diciembre de 1991, en el Hospital Antoine-Béclère. Guibert fue sepultado en el cementerio de Rio nell'Elba, ribera oriental de la isla de Elba. Una estela con forma de piedra cúbica con su nombre fue instalada en su recuerdo, en el jardín de la memoria, cerca de la ermita.

## Homenajes
En 2013, la alcaldía de la ciudad de París decidió crear la calle Hervé-Guibert, en el distrito 14.
En 2018, Christophe Honoré convirtió a Hervé Guibert en un personaje de su obra Les Idoles (Los ídolos).

## Retrospectiva fotográfica en el MEP

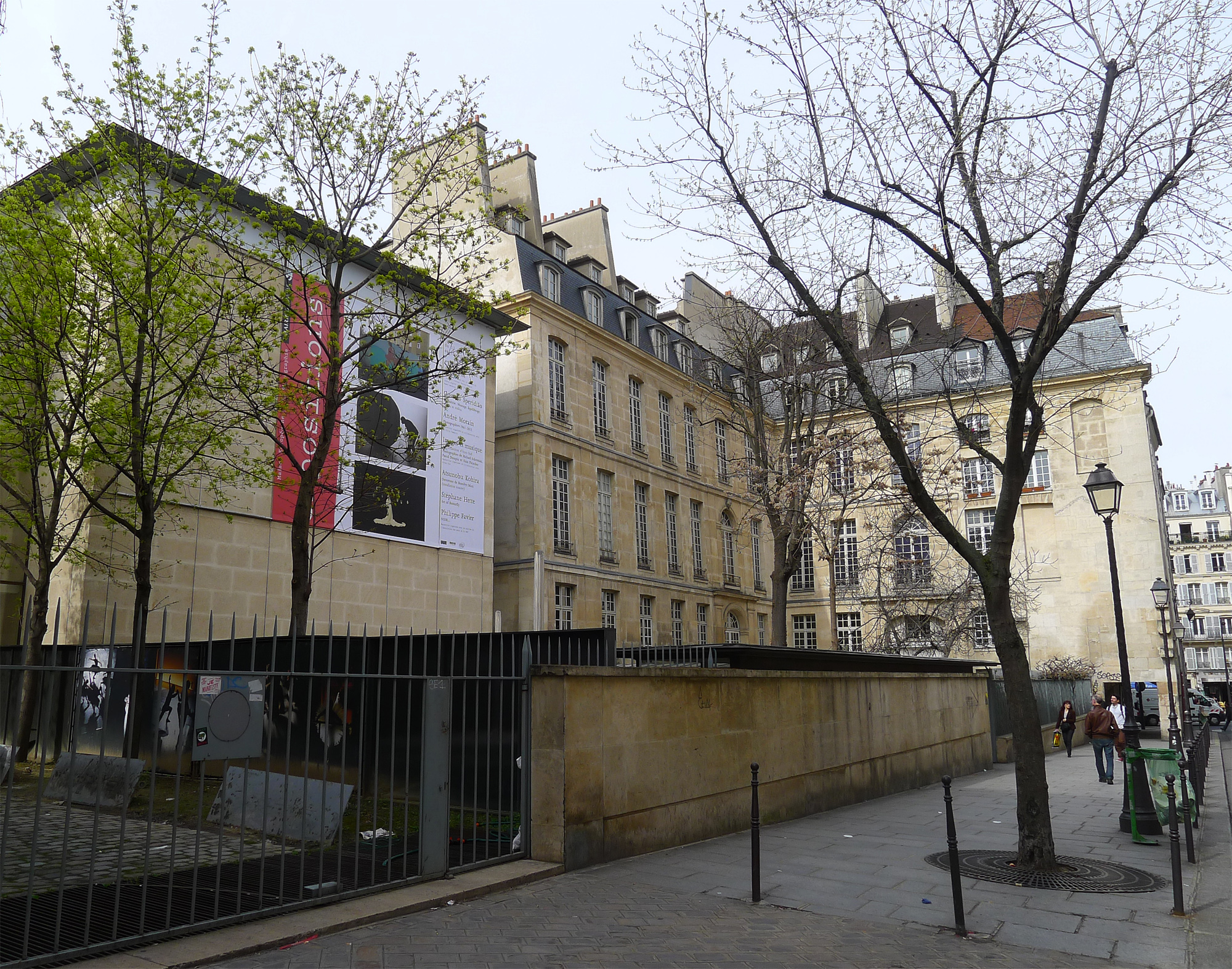
Casa Europea de la Fotografía que presentó la retrospectiva de Guivert

En 2011, la Casa Europea de Fotografía (MEP) organizó la primera retrospectiva del trabajo fotográfico de Guibert.
Junto con esta exposición, Gallimard publicó un libro que presenta más de 200 fotografías de Hervé Guibert entre 1976 y 1991.